# Obědkovice
Obědkovice település Csehországban, a Prostějovi járásban. Obědkovice Tvorovice, Polkovice és Klenovice na Hané településekkel határos. Lakosainak száma 271 fő (2024. január 1.).

## Népesség
A település lakosságának változását az alábbi diagram mutatja:
| Lakosok száma | 355  | 375  | 431  | 358  | 290  | 267  | 280  | 286  | 283  | 271  |
|               | 1869 | 1890 | 1921 | 1950 | 1980 | 2001 | 2017 | 2019 | 2022 | 2024 |